# Беньят Сан-Хосе
Беньят Сан-Хосе (ісп. Beñat San José, нар. 24 вересня 1979, Сан-Себастьян) — іспанський футбольний тренер. З 2023 року очолює тренерський штаб мексиканської команди «Атлас». Чемпіон Болівії (як тренер). Чемпіон Чилі (як тренер).

## Кар'єра тренера
Беньят Сан-Хосе займався футболом в юнацьких командах іспанських нижчих ліг, та грав у низці аматорських команд Іспанії. Розпочав тренерську кар'єру 2008 року, ставши тренера молодіжної команди клубу «Реал Сосьєдад», де пропрацював з 2008 по 2012 рік. У 2012 році Сан-Хосе увійшов до тренерського штабу саудівського клубу «Аль-Іттіхад», а за рік очолив команду вже як головний тренер. У 2014—2015 роках іспанський тренер очолював іншу саудівську команду «Аль-Іттіфак», після чого в 2015—2016 роках керував діями чилійського клубу «Депортес Антофагаста». У 2016 році Сан-Хосе став головним тренером болівійського клубу «Болівар», з яким у 2017 року став чемпіоном Болівії.
У 2018 році Беньят Сан-Хосе став головним тренером команди «Універсідад Католіка», та виграв з командою чемпіонат Чилі. У цьому ж році іспанський тренер очолив еміратський клуб «Аль-Наср» (Дубай), де працював до 2019 року. Наступною командою тренера став бельгійський клуб «Ейпен», у якому Сан-Хосе працював з 2019 до 2021 року. У 2021—2022 роках іспанський тренер очолював мексиканську команду «Масатлан». У 2022 році Сан-Хосе вдруге за кар'єру очолив болівійський клуб «Болівар», у якому працював до 2023 року. З 2023 року Беньят Сан-Хосе очолює тренерський штаб мексиканської команди «Атлас».

## Титули і досягнення

### Як тренера
- Чемпіон Болівії (1):

«Болівар»: Клаусура 2017
- Чемпіон Чилі (1):

«Універсідад Католіка»: 2018